# Lijst van bisschoppen en prins-bisschoppen van Luik
Deze lijst bevat de namen, voor zover bekend, van de bisschoppen van Tongeren, Maastricht en Luik (tot 972), de rijks- en prins-bisschoppen van het prinsbisdom Luik (van 972 tot 1792) en de bisschoppen van het bisdom Luik (vanaf 1803). Het prinsbisdom Luik heeft bestaan vanaf de aanstelling van Notger in 972 tot aan de Franse overheersing 1792. Na deze datum verloor het zijn wereldlijke rechten en werd het een 'gewoon', geestelijk bisdom. Het bisdom Luik valt sinds 1967 samen met de Belgische provincie Luik. 

## Zetel teTongeren(3e-4e eeuw)
De eerste namenlijst van de tien bisschoppen van Tongeren is samengesteld door Heriger van Lobbes en dateert uit de late 10e eeuw. Tongerse bisschoppen, wellicht met uitzondering van Maternus en Servatius, moeten waarschijnlijk als legendarisch worden beschouwd.
- Maternus (4e eeuw?)
- Navitus
- Marcellus
- Metropolus
- Severinus
- Florentius
- Martinus
- Maximinus
- Valentinus
- Servatius (die de zetel volgens de traditie overbracht van Tongeren naar Maastricht)

## Zetel teMaastricht(4e/6e-8e eeuw)
De oudste namenlijst van de "21 heilige bisschoppen van Maastricht" werd, evenals de Tongerse lijst, samengesteld door Heriger van Lobbes in de late 10e eeuw. De zetel te Maastricht is geloofwaardig vanaf bisschop Falco. Namen van bisschoppen vóór de zesde eeuw worden niet ondersteund door eigentijdse bronnen en moeten als apocrief worden beschouwd. De zetel van het bisdom Maastricht werd waarschijnlijk omstreeks 800 definitief gevestigd in Luik. De door oudere, veelal Luikse historici genoemde jaartallen 703/706 - de moord op Lambertus - of 716 - de translatie van Lambertus -, vindt tegenwoordig weinig gehoor meer.

## Zetel teLuik(vanaf de 8e eeuw)
De definitieve overbrenging van de bisschopszetel van Maastricht naar Luik vond waarschijnlijk eind 8e of begin 9e eeuw plaats. Vanaf het episcopaat van Lambertus tot en met Gerbaldus zetelden de bisschoppen wellicht in beide plaatsen. Tot in de 11e eeuw werden de Luikse bisschoppen aangeduid als tungrensi episcopo (bisschop der Tongeren). Pas in 866 wordt voor het eerst de toevoeging leodiensis (van Luik) gebruikt.
|  | Naam                                | Periode             | Opmerkingen |
|  | Hubertus (ook Chuchobertus gespeld) | cit. 13 mei 706-727 | Zetelend te Maastricht en/of Luik. Heilige (feestdag 3 november).                                                    |
|  | Floribertus I                       | cit. 1 december 735 | Zetelend te Maastricht en/of Luik. Heilige (feestdag 27 april).                                                      |
|  | Fulcharius (ook Fulcricus genoemd)  | cit. 737-769        | Zetelend te Maastricht en/of Luik.                                                                                   |
|  | Agilfridus                          | cit. 769-787        | Zetelend te Maastricht en/of Luik.                                                                                   |
|  | Gerbaldus                           | cit. 787-810        | Zetelend te Maastricht en/of Luik.                                                                                   |
|  | Walcand                             | 810-832             | |
|  | Pirard                              | 836-840             | |
|  | Hartgar                             | 841-855             | |
|  | Franco                              | 856-903             | |
|  | Stephanus                           | 903-920             | |
|  | Hilduin                             | 920-921             | |
|  | Richer                              | 921-945             | |
|  | Hugo I                              | 945-947             | |
|  | Farabertus van Luik                 | 947-953             | |
|  | Rather                              | 954-956             | |
|  | Balderik I                          | 955-959             | Verkreeg de bisschopszetel als kind door toedoen van zijn ooms Reinier III van Henegouwen en Rudolf I van Haspengouw |
|  | Heraclius                           | 959-972             | |

## Rijksbisschoppen van Luik
|  | Naam                                  | Periode   | Opmerkingen                                      |
|  | Notger                                | 972-1008  | Eerste prins-bisschop van Luik.                  |
|  | Balderik II van Loon                  | 1008-1018 |                                                  |
|  | Walbod                                | 1018-1021 |                                                  |
|  | Durand                                | 1021-1025 |                                                  |
|  | Reginhard van Luik                    | 1025-1038 |                                                  |
|  | Nithard van Luik                      | 1039-1042 |                                                  |
|  | Waso van Luik                         | 1042-1048 |                                                  |
|  | Dietwin van Luik                      | 1048-1075 |                                                  |
|  | Hendrik I van Verdun                  | 1075-1091 |                                                  |
|  | Otbert van Luik                       | 1092-1119 |                                                  |
|  | Frederik van Namen                    | 1119-1121 |                                                  |
|  | sede vacante                          | 1121-1123 |                                                  |
|  | Alberon I van Leuven                  | 1123-1128 |                                                  |
|  | Alexander I van Gulik                 | 1128-1135 |                                                  |
|  | Alberon II van Namen                  | 1135-1145 |                                                  |
|  | Hendrik van Leyen                     | 1145-1164 |                                                  |
|  | Alexander II                          | 1165-1167 |                                                  |
|  | Rudolf van Zähringen                  | 1167-1191 |                                                  |
|  | Albert van Leuven                     | 1191-1192 |                                                  |
|  | Lotharius van Hochstaden              | 1192-1193 |                                                  |
|  | Simon van Limburg                     | 1193-1195 |                                                  |
|  | Otto van Heinsberg                    | 1195      |                                                  |
|  | Albert van Cuyck                      | 1195-1200 |                                                  |
|  | Hugo van Pierrepont                   | 1200-1229 |                                                  |
|  | Johan van Rummen (Jan II)             | 1229-1238 |                                                  |
|  | Willem van Savoye                     | 1238-1239 | Voorheen bisschop van Valence en elect van Lyon  |
|  | Robert van Thorote                    | 1240-1246 |                                                  |
|  | Hendrik III van Gelre of van Montfort | 1247-1274 | Afgezet door het Concilie van Lyon               |
|  | Johan van Edingen (Jan III)           | 1274-1281 | Voorheen bisschop van Doornik                    |
|  | Willem van Auvergne                   | 1282      |                                                  |
|  | Jan van Vlaanderen (Jan IV)           | 1282-1292 | Voorheen bisschop van Metz                       |
|  | sede vacante                          | 1292-1296 |                                                  |
|  | Hugo van Chalon                       | 1296-1301 | Bevorderd tot aartsbisschop van Besançon         |
|  | Adolf II van Waldeck                  | 1301-1302 |                                                  |
|  | Theobald van Bar                      | 1303-1312 |                                                  |
|  | Adolf van der Mark                    | 1313-1344 |                                                  |
|  | Engelbert III van der Mark            | 1345-1364 | Bevorderd tot aartsbisschop van Keulen 1364-1369 |
|  | Jan van Arkel (Jan V)                 | 1364-1378 | Voorheen bisschop van Utrecht 1342-1364          |
|  | Arnold van Horne                      | 1378-1389 | Voorheen bisschop van Utrecht 1364-1378          |
|  | Jan van Beieren (Jan VI)              | 1389-1418 | Elect. Trad af                                   |
|  | Jan van Wallenrode (Jan VII)          | 1418-1419 |                                                  |
|  | Jan van Heinsberg (Jan VIII)          | 1419-1455 | Trad af                                          |
|  | Lodewijk van Bourbon                  | 1456-1482 |                                                  |
|  | Johan van Horne (Jan IX)              | 1482-1506 |                                                  |

## Prins-bisschoppen van Luik
|  | Naam                                     | Periode   | Opmerkingen                                                                        |
|  | Everhard van der Marck-Sedan             | 1506-1538 | Tevens bisschop van Chartres en aartsbisschop van Valencia                         |
|  | Cornelis van Bergen                      | 1538-1544 |                                                                                    |
|  | Joris van Oostenrijk                     | 1544-1557 | Voorheen bisschop van Brixen en aartsbisschop van Valencia                         |
|  | Robert II van Bergen                     | 1557-1563 |                                                                                    |
|  | Gerard van Groesbeek                     | 1565-1580 | Kardinaal vanaf 1578                                                               |
|  | Ernst van Beieren                        | 1581-1612 | Tevens bisschop van Freising en Munster en aartsbisschop van Keulen                |
|  | Ferdinand van Beieren                    | 1612-1650 | Tevens bisschop van Munster, Paderborn en Hildesheim en aartsbisschop van Keulen   |
|  | Maximiliaan Hendrik van Beieren          | 1650-1688 | Tevens bisschop van Munster (vanaf 1683) en Hildesheim en aartsbisschop van Keulen |
|  | Johan X Lodewijk van Elderen             | 1688-1694 |                                                                                    |
|  | Jozef Clemens van Beieren                | 1694-1723 | Tevens bisschop van Regensburg, Freising en Hildesheim en aartsbisschop van Keulen |
|  | George II Lodewijk van Bergen            | 1724-1743 |                                                                                    |
|  | Johan XI Theodoor van Beieren            | 1744-1763 | Tevens bisschop van Regensburg en Freising                                         |
|  | Karel Nicolaas Alexander d'Oultremont    | 1763-1771 |                                                                                    |
|  | Franciscus Karel de Velbrück             | 1772-1784 |                                                                                    |
|  | Cesar Constantijn Frans van Hoensbroeck  | 1784-1790 | Eerste keer                                                                        |
|  | Regent                                   |           |                                                                                    |
|  | Cesar Constantijn Frans van Hoensbroeck  | 1791-1792 | Tweede keer                                                                        |
|  | Franciscus Antonius de Méan de Beaurieux | 1792-1792 | Eerste keer                                                                        |
|  | Keizerlijke administrateur               |           |                                                                                    |
|  | Franciscus Antonius de Méan de Beaurieux | 1793-1794 | Tweede keer. Later aartsbisschop van Mechelen                                      |

## Bisschoppen van Luik
Bisschop van Luik, na het Concordaat van 15 juli 1801 niet meer regerend over een wereldlijk gebied
|    | Naam                                  | Periode         | Opmerkingen |
| 83 | Jean-Évangéliste Zaepfell             | 1802-1808       |             |
|    | Sedisvacatie                          |                 |             |
| 84 | Corneille Richard Antoine van Bommel  | 1829-1852       |             |
| 85 | Théodore Alexis Joseph de Montpellier | 1852-1879       |             |
| 86 | Victor-Joseph Doutreloux              | 1879-1901       |             |
| 87 | Martin-Hubert Rutten                  | 1902-1927       |             |
| 88 | Louis-Joseph Kerkhofs                 | 1927-1961       |             |
| 89 | Guillaume-Marie van Zuylen            | 1961-1986       |             |
| 90 | Albert Houssiau                       | 1986-2001       |             |
| 91 | Aloys Jousten                         | 2001-2013       |             |
| 92 | Jean-Pierre Delville                  | vanaf juli 2013 |             |

## Suffragaanbisschoppen van Luik
Omdat prins-bisschoppen niet altijd de geestelijke wijdingen hadden ontvangen, werd naast de titelvoerende bisschop ook een suffragaanbisschop aangeduid. De suffragaan stond in voor de ceremoniële handelingen zoals wijdingen van kerken en priesters, voorgaan in de kerkdiensten, etc. Veelal werd aan deze bisschoppen een episcopaat toegewezen buiten het bisdom waar zij als suffragaan optraden:
- Jacques de Vitry (1216-1219)
- Arnulfus (ca. 1250)
- Bonaventura (ca. 1289)
- Herman van Keulen, bisschop van Henna (1315-1332), benedictijner monnik van Sint-Martinus te Keulen
- Lietbertus (1472-1474), franciscaan, bisschop van Beiroet
- Hubert Leonard (1474-1496), theoloog, inquisiteur, karmeliet, bisschop van Darie (in Mesopotamië)
- Libertus van Broeckem (1496?-1506)
- Peter van den Eynde (ca. 1524)
- Gedeon van der Gracht (ca. 1544)
- Gerard van Groesbeek (1562-1565), aansluitend prins-bisschop van Luik
- Andreas Stregnart (ca. 1614)
- Steven Strechius (ca. 1619)
- Joannes Antonius Blavier (ca. 1659-1685), bisschop van Dionysië
- Lodewijk Franciscus Rossius de Liboy (ca. 1704), bisschop van Thermopolis
- Jan-Baptist Gillis (1729-1736)
- Pierre-Louis Jacquet (1737-1763), bisschop van Hippone
- Charles-Antoine de Grady (1762-1767), kanunnik
- Charles-Alexander van Arberg (1767-1786)
- Franciscus Antonius de Méan de Beaurieux (1786-1792), hulpbisschop van Luik en titulair bisschop van Hippone, aansluitend prins-bisschop van Luik